# Основоцентрична дериватологія
Основоцентри́чна дериватоло́гія — це напрям вивчення словотвірної системи, зорієнтований на твірну основу як типологізувальний чинник.

## Історія формування напряму

### Аспекти дослідження словотвору
Оскільки словотвір тісно пов'язаний із граматикою і лексикою це призвело до формування кількох відмінних між собою аспектів дослідження дериватології:

Поморфемно-конструктивний (формантоцентричний) аспект — це підхід, який пояснював словотвір як поморфемне конструювання дериватів, при цьому словотворчі морфеми розглядалися як самодостатні одиниці, не зумовлені жодними глибинними детермінуючими чинниками. Проте, такий підхід до словотвору не пояснював ряд важливих питань, пов'язаних із специфікою словотвору, передусім його семантичної сфери та появу так званих прирощених значень, не виражених у морфемній структурі похідних. Засновниками аспекту вважають В. В. Виноградова, Г. О. Винокура, Л. А. Булаховського, І. І. Ковалика, Л. Л. Гумецьку та ін.

Логіко-номінативний (ономасіологічний) аспект — цей погляд охоплював вивчення словотвору з опорою на логічні, поняттєві категорії, які лежать в основі власне мовних категорій, в тому числі й словотвірних. Цей підхід представлений у лінгвістичні концепції Ф. І. Буслаєва, Я. М. Розвадовського.

Синтаксичний (трансформаційний, породжувальний) аспект — підхід за яким вважають, що в основі словотворчих процесів присутній механізм дериваційної редукції, спрямований на стиснення висловлювання без суттєвих втрат інформації. Представниками були: Ш. Баллі, Е. Бенвеніст, Н. Хомський, К. Г. Городенська, Н. Ф. Клименко та ін.

Основоцентричний аспект — напрям вивчення словотвору, в основі якого лежить дослідження ролі твірної основи (твірного слова) в актах деривації.

Функціонально-семантичний (функційний) аспект — найновіший напрям у дериватології, який розглядає значення, функціонування і творення похідних слів у живому мовленні.

### Проблеми вивчення основоцентричного аспекту
У рамках основоцентричного підходу виникли нові теоретичні та практичні проблеми дослідження дериватології, які при формантоцентричному аспекті були не проаналізовані:
- дериваційна валентність (сполучуваність) різних класів твірних слів;
- їх словотворчий потенціал і спроможність;
- зумовленість дериваційної поведінки твірних їхніми формальносмисловими особливостями;
- способи освоєння семантики твірного слова в смисловій структурі похідного у процесах деривації;
- парадигматика й синтагматика твірних основ (розгортання твірної основи вертикальне — СП, парадигматичні відношення, горизонтальне — СЛ, синтагматичні; синагматика твірної основи — це і її лінійний зв'язок із словотворчим формантом у межах похідного слова);
- принципи класифікації й опису похідних за ознаками твірних основ[2].

## Зародження основоцентричної дериватології
У словотворі слов'янських мов кінця ХХ — початку XXI ст. набуває великої актуальності розвиток основоцентричного напряму, який передбачає функціональне навантаження твірних слів різної частиномовної належності. Якісно новий етап у розвитку цього підходу дериватологічних студій пов'язаний із усвідомленням необхідності запровадження «специфічної комплексної одиниці класифікації й опису словотвірного матеріалу, з допомогою якої можна було б виявити системну організацію словотвору, в якій типологізувальним чинником виступала б твірна основа. Такою стала, як уже зазначалось, словотвірна парадигма як ряд дериватів, утворених від однієї твірної основи на одному ступені творення».
Незважаючи на нетривалий період з часу формування підходу, основоцентричний напрям містить важливі теоретичні і практичні напрацюваннями: обгрунтована необхідність доповнення формантоцентричних досліджень словотвору основоцентричними, встановлена комплексна системоутворювальна одиниця класифікації й опису матеріалу — словотвірна парадигма, розроблені дослідницькі методики, досліджена й описана словотворча спроможність певних лексико-граматичних і структурно-семантичних груп твірних слів.
Перспективи основоцентричного вивчення словотвору пов'язані з послідовним розширенням дослідження дериваційної поведінки інших твірних слів аж до повного охоплення всієї твірної бази для того, щоб виявити типологію словотвору.

Першою монографічною дериватологічною працею основоцентричного спрямування, у якій використана словотвірна парадигма для класифікації й опису фрагмента словотвірної системи, була книга Клари Бузашшіової «Семантична структура словацьких девербативів», де авторка встановила зумовленість словотворчих можливостей дієслів словацької мови інтенцією словотвірної дії і намагалася поділити досліджувальні дієслова на групи, врахувавши залежність значення утворених від них іменників. Словотвірна парадигма віддієслівних утворень містить дієслова з однаковою «словотвірною словозміною», тобто ті, від яких утворені похідні з однаковим категорійним словотвірним значенням:
1) виконавець дії (при запереченні носій дії);
2) знаряддя дії;
3) дія;
4) матеріал, який витрачається під час реалізації дії;
5) результат дії;
6) залишок (після дії);
7) об'єкт дії;
8) місце дії;
9) якість дії;
10) опредмечування якості дії;
11) носій якості дії.

Здобутки основоцентричної дериватології в українському мовознавстві не менш вагомі. Підґрунтя до вивчення цього напряму заклав Іван Ковалик: 
|  | «[…] не маємо в ділянці вчення про словотвір ні однієї спеціальної праці, в якій була б охарактеризована вся система будови словотвору даної мови з погляду структури словотворчих основ. А втім такий аспект вивчення системи словотвору даної мови допоміг би краще зрозуміти словотворчі факти й дав би надійні підстави зробити далеко глибші висновки й узагальнення з теоретичних питань учення про словотвір». |

Проте, ідея І. І. Ковалика про необхідність збалансованої уваги до обох аспектів дослідження словотвору — формантоцентричного й основоцентричного — до середини 80-х рр., залишалася лише першими кроками до ґрунтовного опрацювання проблеми дериваційних можливостей різнотипних груп твірних основ. 

Згодом учень і послідовник вченого Василь Ґрещук обґрунтував доцільність і актуальність основоцентричного підходу, наголосивши і на важливості напрацювань формантоцентричного аспекту. Розвиваючи й поглиблюючи ідеї І. Ковалика, мовознавець переконливо довів, що основоцентричний аспект дослідження словотвору дає змогу поставити й розв'язати низку проблем лексичної деривації, які за інших підходів навіть не могли стати об'єктом лінгвістичного аналізу.

Великої уваги заслуговують вчення Н. Ф. Клименко, яка у своїй праці «Формалізовані основи семантичної класифікації лексики» на матеріалі дієслів переконливо розкрила, як семантика твірного слова реалізується в девербативах різних частин мови. Концепцію основоцентризму досліджували також Є. А. Карпіловська, М. І. Голянич, М. П. Лесюк, З. О. Валюх, О. П. Кушлик, Л. І. Коржик, О. Д. Микитин, С. П. Гірняк, Р. О. Барчук та ін.